# سیارک ۳۳۲۴
سیارک ۳۳۲۴ (به انگلیسی: 3324 Avsyuk، نامگذاری:1983CW1) سه هزار و سیصد و بیست و چهارمین سیارک کشف شده‌است که در ۴ فوریه ۱۹۸۳ کشف شد.
قدر مطلق سیارک برابر ۱۱٫۷۰ است.